# Anna Todd
Anna Todd (Ohio, 20 de março de 1989) é uma autora best-seller norte-americana conhecida por ter escrito a série de livros After. Aclamada pela Cosmopolitan Magazine como "o maior fenômeno literário de sua geração". Todd começou a sua carreira literária na plataforma de leitura online Wattpad em 2013, onde ela escreveu a série After e bateu a marca de 1,6 bilhão de leituras no site. A edição impressa, foi publicada pela Gallery Books, um selo da Simon & Schuster, vendeu mais de 11 milhões de exemplares mundialmente. Foi traduzida para mais de 30 idiomas e é best-seller número 1 na Itália, Alemanha, França e Espanha. No Brasil, os livros da saga After são publicados pela Editora Paralela da Companhia das Letras.
O primeiro filme da série (o After (filme)) estreou no dia 11 de abril de 2019, estrelando os atores Josephine Langford e Hero Fiennes-Tiffin nos papéis principais.

## Biografia
Todd cresceu na cidade de Dayton, no Ohio nos Estados Unidos. Tem um irmão maior e uma irmã mais nova.
Em 2007, aos 18 anos, ela casou-se com o seu marido, o soldado Jordan Todd e os dois se mudaram para a cidade de Fort Hood no Texas.
Entre os três períodos em que o seu marido serviu como soldado do Exército dos Estados Unidos no Iraque, ela teve empregos em lojas de maquiagem e escritórios de receita federal Internal Revenue Service. Anna apoia a organização de AnnaLynne McCord, Together1Heart.
Todd vive com o seu marido e seu filho (chamado Asher Todd) na cidade de Los Angeles na Califórnia.

## Carreira de autora
Como é fã fervorosa de boy bands e de literatura, decidiu escrever um livro que combinasse essas paixões, resultou na série After. Todd começou a escrever After no seu telemóvel com o aplicativo Wattpad em 2013, publicando um capítulo quase que diariamente por mais de um ano. O seu passatempo rapidamente tornou-se a sua carreira, à medida que ganhou leituras no Wattpad, After tornou-se a história mais lida de toda a plataforma. Todd escreveu três livros no Wattpad, com mais de um milhão de palavras somente para a After, que segue a tumultuosa relação entre os estudantes universitários Tessa Young e Hardin Scott, personagem que foi inspirado no músico Harry Styles. Desde 2014, Todd e a publicação da série atraíram a atenção da imprensa mundial em pontos de venda, inclusive no The New York Times, The Washington Post, Cosmopolitan, New York Magazine, Nylon, e Billboard.
Com o sucesso de After, não demorou até os estúdios de Hollywood se interessassem em adaptar os livros para os cinemas.
Em outubro de 2014, o portal Deadline divulgou que a Paramount Pictures adquiriu os direitos para adaptar After para os cinemas. O roteiro foi escrito por Susan McMartin em 2015. Mas três anos após a compra, em 2017, a pedido de Todd a Paramount devolveu os direitos para a autora, que segundo ela, em um estúdio menor ela poderia ter mais controle sobre o filme. O primeiro filme de After foi produzido pela Aviron Pictures com direção de Jenny Gage, e Todd foi uma das produtoras do longa.
Em 2015, Todd anunciou que publicaria Before, um romance prequel que conta os eventos do primeiro livro da série a partir da perspectiva de Hardin Scott. Todd também escreveu Nothing More e Nothing Less, spin-off de After, focado no meio-irmão de Hardin. Anna recebeu o prêmio de Melhor Escritora de Novo Romance do New Romance Festival em 2016. Em 2017, Todd publicou o livro The Spring Girls, que é uma releitura moderna do clássico As Mulherzinhas, mas ainda não está publicado em Portugal.
O livro "The Brightest Stars" foi lançado em Setembro de 2018, nos Estados Unidos e foi lançado no Brasil com o título de "Stars - As Estrelas Entre Nós" em novembro de 2018 pela Astral Cultural Editora.
Anna Todd é considerada um dos principais nomes do gênero new adult da atualidade.

## Obras

### Série After
| Ano  | Título original   | Título no Brasil             | Título em Portugal           |
| ---- | ----------------- | ---------------------------- | ---------------------------- |
| 2014 | After             | After                        | After: Depois de o conhecer  |
| 2014 | After We Collided | After: Depois da verdade     | After: Depois da verdade     |
| 2014 | After We Fell     | After: Depois do desencontro | After: Depois do desencontro |
| 2014 | After We Fell     | After: Depois da esperança   | After: Depois da esperança   |
| 2015 | After Ever Happy  | After: Depois da promessa    | After: Depois da promessa    |
| 2015 | Before            | Before                       | Before                       |

#### Livro relacionado
- After: The Graphic Novel (2022)

### Série Landon
| Ano  | Título original | Título no Brasil                   | Título em Portugal                 |
| ---- | --------------- | ---------------------------------- | ---------------------------------- |
| 2016 | Nothing More    | Nothing more: A história de Landon | Nothing more: A história de Landon |
| 2016 | Nothing Less    | Nothing Less: A história de Landon | Nothing Less: A história de Landon |

### Série Stars
1. The Falling (a publicar, 2022)
2. The Burning (a publicar)
3. The Infinite Light of Dust (a publicar)

### Outros livros
- Imagines: Keeping the Kool (com Kevin Fanning e Kate J. Squires) (2017)
- The Spring Girls (2018) Brasil: As Garotas Spring / Portugal: Sisters: Laços Infinitos
- The Brightest Stars Brasil: Stars: As estrelas entre nós / Portugal: Stars: As estrelas mais brilhantes

## Adaptações
- After (12 de abril de 2019)
- After We Collided (23 de outubro 2020) No Brasil e Portugal: After - Depois da Verdade
- After We Fell	(30 de setembro de 2021) No Brasil e Portugal: After - Depois do Desencontro
- After Ever Happy	(7 de setembro de 2022) wikipedia-inglês